# ISO 3166-2:NO
Kódy ISO 3166-2 pro Norsko identifikují 15 krajů a 2 arktická území (stav od začátku roku 2024). První část (NO) je mezinárodní kód pro Norsko, druhá část sestává ze dvou čísel identifikujících region.

## Seznam kódů
- NO-03 Oslo
- NO-11 Rogaland
- NO-15 Møre og Romsdal
- NO-18 Nordland
- No-31 Østfold
- NO-32 Akershus
- NO-33 Buskerud
- NO-34 Innlandet
- NO-39 Vestfold
- NO-40 Telemark
- NO-42 Agder
- NO-46 Vestland
- NO-50 Trøndelag
- NO-55 Troms
- NO-56 Finnmark
- NO-21 Špicberky (taktéž pod separátním ISO 3166-1 kódem SJ)
- NO-22 Jan Mayen (taktéž pod separátním ISO 3166-1 kódem SJ)

## Historické kódy
- NO-01 Østfold (do roku 2019)
- NO-02 Akershus (do roku 2019)
- NO-04 Hedmark (do roku 2019)
- NO-05 Oppland (do roku 2019)
- NO-06 Buskerud (do roku 2017)
- NO-07 Vestfold (do roku 2019)
- NO-08 Telemark (do roku 2019)
- NO-09 Aust-Agder (do roku 2019)
- NO-10 Vest-Agder (do roku 2019)
- NO-12 Hordaland (do roku 2019)
- NO-14 Sogn og Fjordane (do roku 2019)
- NO-16 Sør-Trøndelag (do roku 2017)
- NO-17 Nord-Trøndelag (do roku 2017)
- NO-19 Troms (do roku 2019)
- NO-20 Finnmark (do roku 2019)
- NO-30 Viken (2020–2023)
- NO-38 Vestfold og Telemark (2020–2023)
- NO-54 Troms og Finnmark (2020–2023)